# Ewelina Skoczylas
Ewelina Skoczylas (ur. 3 września 1991) – polska lekkoatletka, sprinterka.
Zawodniczka CKS Budowlani Częstochowa największy sukces w dotychczasowej karierze odniosła podczas mistrzostw Europy juniorów (Nowy Sad 2009), gdzie zdobyła srebrny medal w sztafecie 4 × 100 metrów.

## Rekordy życiowe
- bieg na 100 metrów – 12,02 (2010)